# Бергмютце

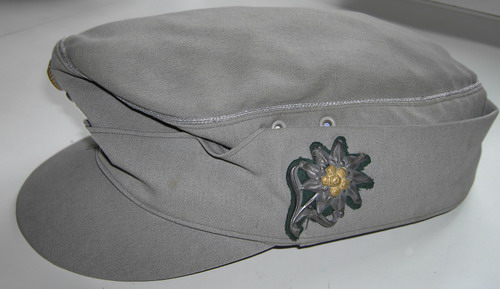
Bergmütze der Gebirgstruppe der Bundeswehr

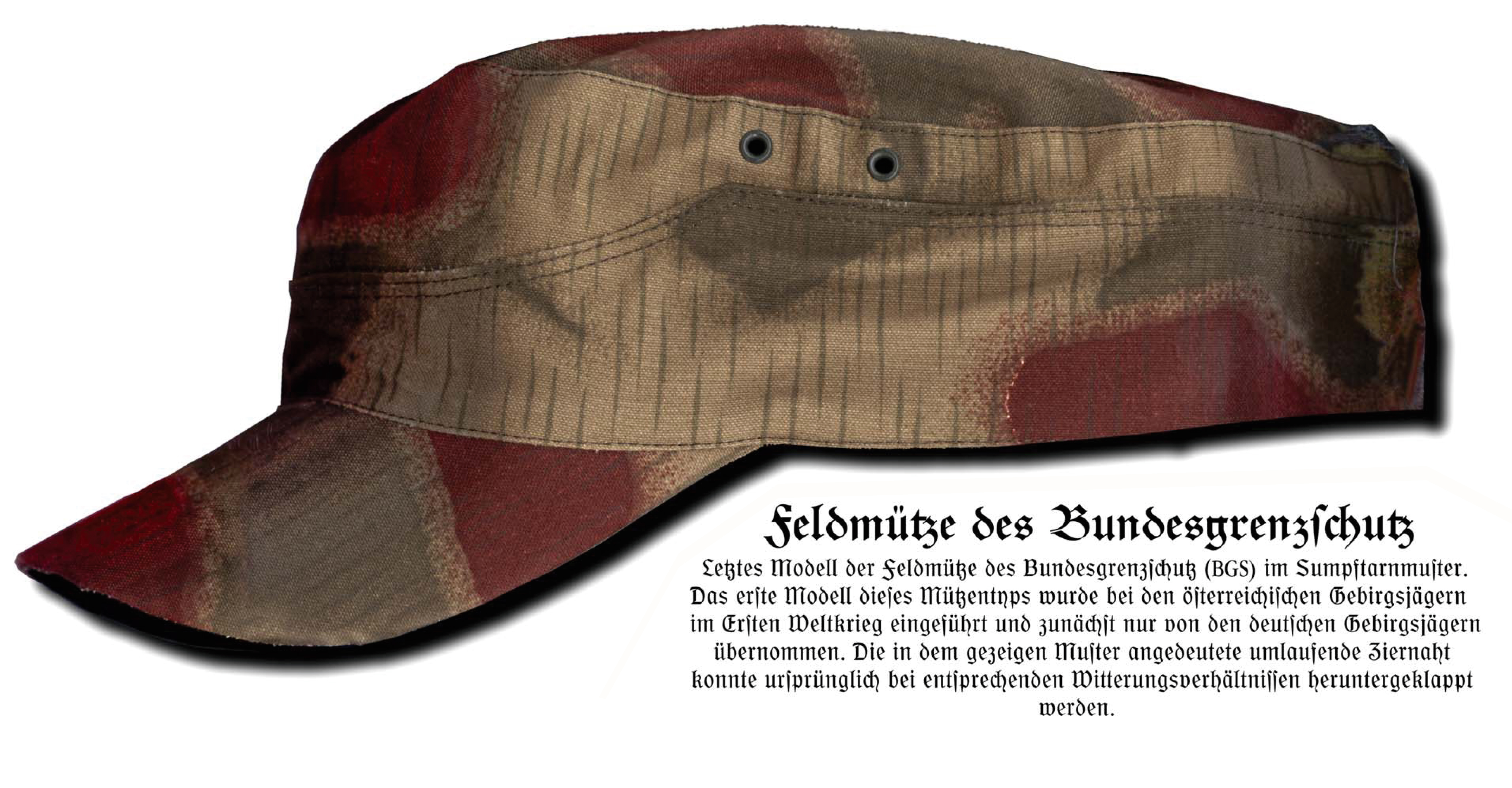
Feldmütze im Schnitt einer Bergmütze des Bundesgrenzschutz (BGS) mit nur angedeuteter Schutzklappe

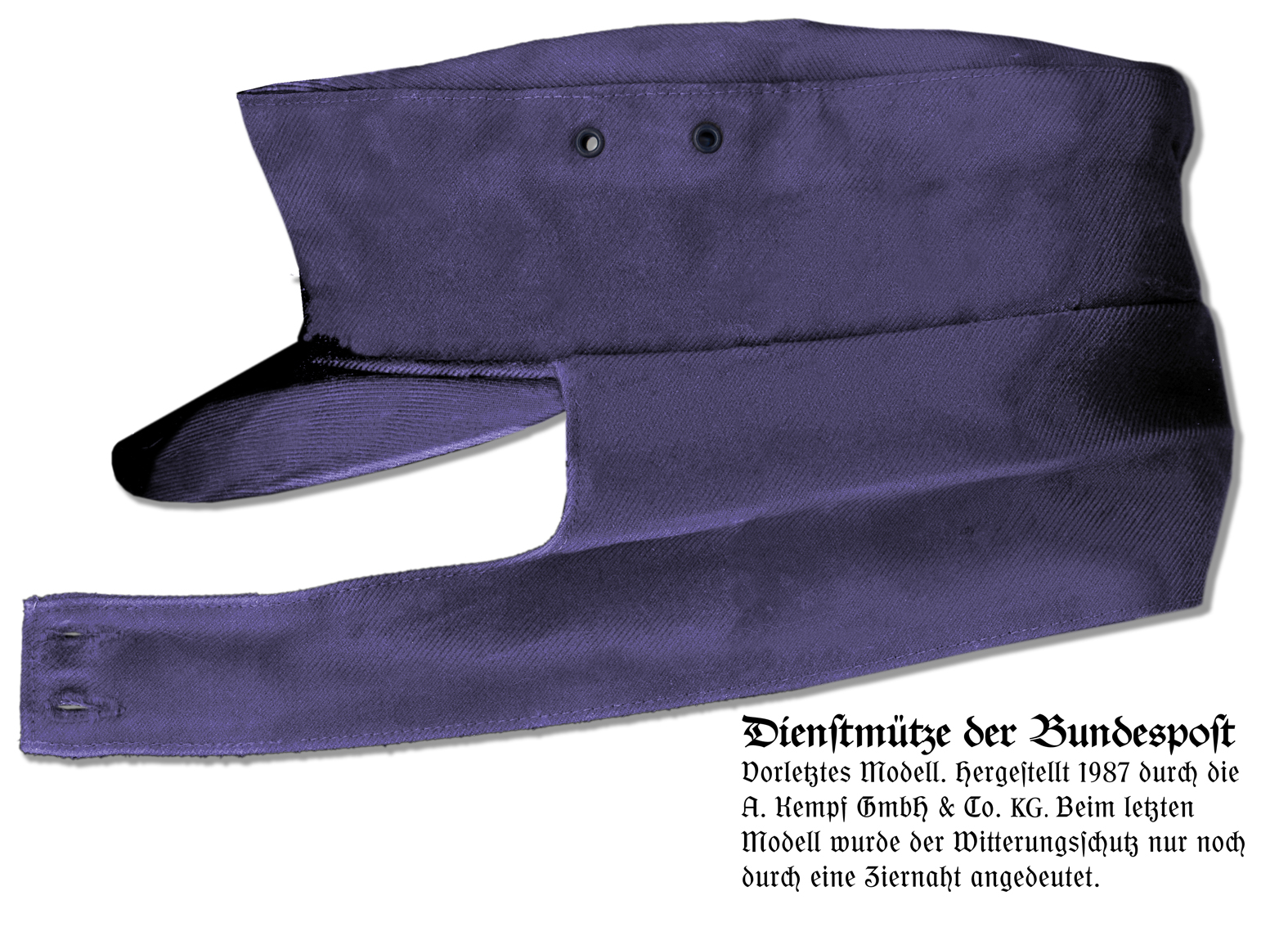
Dienstmütze der Bundespost mit heruntergeklapptem Witterungsschutz

Бе́ргмютце (нем. Bergmütze — горная шапка), по официальной классификации M43, на сленге гансовка — головной убор, принятый у служащих военизированных подразделений Австрии и Германии. В отдельных случаях называется также Skimütze (лыжная шапка) и Graumütze (серая шапка). Происходит из австрийской армейской традиции. Шапка овальной формы с козырьком, в обычных условиях покрывает верхнюю часть головы, оставляет открытыми уши. Снабжена дополнительной полосой ткани, которая в холод откладывается вниз и застёгивается под подбородком (как и будёновка). В обычных условиях откладывающаяся часть застёгивается на 1—3 пуговицы или кнопки в передней части головного убора. Классическая «горная шапка» изготавливается из войлока, приспособлена для ношения в условиях зимы. Летние варианты изготавливаются из более лёгких материалов.
Широко использовалась австро-венгерской армией во время Первой мировой войны и некоторыми видами войск в германской армии во время Второй мировой войны, зачастую — в облегчённом варианте, не позволяющем дополнительно защищать голову от холода.
Бергмютце часто фигурирует в художественных фильмах, посвящённых событиям Второй мировой войны, в качестве обычного головного убора немецких военнослужащих.